# Haraza
Haraza (în arabă الحرازة) este o comună din provincia Bordj-Bou-Arreridj, Algeria.
Populația comunei este de 5.569 de locuitori (2008).